# Pierre-Benoist Varoclier
Pierre-Benoist Varoclier est un acteur, metteur en scène et auteur français, né à Fontainebleau (Seine-et-Marne) le 30 avril 1983. Il est également ancien jeune prodige et espoir junior au jeu d'échecs.

## Biographie
Après ses humanités au lycée Carnot, il étudie l'économie et la philosophie (en école de commerce, à l'Université de Bristol et à l'Université Harvard). Lors de son programme Erasmus en Angleterre, il intègre les cours du soir du Bristol Old Vic et se passionne dès lors pour le théâtre et le cinéma. De retour en France, il entame ensuite une brève carrière en entreprise comme consultant financier dans un grand cabinet d'audit, alors qu'il enseigne également les économathématiques et la théorie des jeux à l'université et en grande école, puis démissionne de ses fonctions et devient doctorant de l'École normale supérieure et consécutivement chercheur du Centre d'études poétiques (Laboratoire EA1633). Parallèlement, il se forme comme comédien à la London Academy of Music and Dramatic Art (promotion 2008) et au Conservatoire National Supérieur d'Art Dramatique (promotion 2009). En 2012, il est sélectionné par Talents Cannes, puis en 2015 par Émergence Cinéma. En 2019, il interprète Erik (Le Fantôme) dans Le Fantôme de l'Opéra de Gaston Leroux pour France Culture. Depuis 2020, il est également acteur pour le workshop international du metteur-en-scène polonais Krystian Lupa. Comme auteur, il a également écrit deux recueils de poésie (Une Autre Route et Géhenne)  et trois textes pour le théâtre (Léviathan, Nuits Fauves et Talion).

## Filmographie

### Cinéma

#### Longs métrages
- 2019 : Alice et le maire de Nicolas Pariser
- 2017 : Rock'N'Roll de Guillaume Canet
- 2015 : Trois souvenirs de ma jeunesse réal. Arnaud Desplechin
- 2015 : Un Français réal. Diastème
- 2012 : Chinese Zodiac réal. Jackie Chan
- 2010 : Les Petits Mouchoirs réal. Guillaume Canet
- 2009 : Espion(s) réal. Nicolas Saada
- 2006 : Ne le dis à personne réal. Guillaume Canet
- 2006 : Je vais bien, ne t'en fais pas réal. Philippe Lioret
- 1996 : Le Roi des Aulnes réal. Volker Schlöndorff

#### Courts métrages
- 2021 : Twist and Shout réal. Vincent Menjou-Cortès
- 2021 : Un Déménagement réal. Maxime Cappello
- 2015 : Une Place au soleil réal. Jérémie Duvall
- 2013 : Le Petit Cyrano réal. Thibault Mombellet
- 2013 : Les Cardinaux (Segment "Max") réal. Ambarish Manepalli
- 2013 : Les Princes de Septembre réal. Morgane Becerril
- 2012 : Quitte ou double réal. Alexandre Coffre (Talents Cannes 2012)
- 2012 : Love will tear us apart réal. Louise Dubois
- 2012 : Pour en finir avec l'école réal. Yoann Stehr
- 2010 : Vendredi 17h réal. Lucile Mercier
- 2007 : 20 réal. Jean-Luc Herbulot
- 2006 : Bienvenue chez vous réal. Rose Philippon

### Télévision
- 2020 : Claire Andrieux d'Olivier Jahan (téléfilm)
- 2017 : Le Chalet réal. Camille Bordes-Resnais (6x52)
- 2017 : Virgin réal. Nath Dumont (8x10)
- 2009 : Les Vivants et les Morts réal. Gérard Mordillat (8x52)
- 2009 : Hainsworth (Atelier Fémis dirigé par Cédric Klapisch)

### Publicité
- 2017 :  Campagne TV Conforama réal. Cathy Verney
- 2017 :  Campagne Semaine pour Apollonia Poilâne (Poilâne) et Caroline de Maigret (Chanel) réal. Cloé Bailly
- 2014 :  Campagne TV SFR réal. Katia Lewkowicz

## Théâtre

### Comédien
- 2025 : Les Enivrés d'Ivan Viripaev, mise en scène Frédéric Bélier-Garcia
- 2022 : Vassilissa-la-très-belle, contes russes, mise en scène Philippe Baronnet
- 2020 : Jules César de Shakespeare, mise en scène Pauline Méreuze
- 2018 : Tartuffe, nouvelle ère de Molière, mise en scène Éric Massé
- 2018 : Le Rêve de Vladimir, écriture et mise en scène Dominique Ziegler
- 2016 : Un pied dans le crime d'Eugène Labiche, mise en scène Laurent Brethome
- 2016 : Le jour où Bellmore sonnera à ta porte de John Boynton Priestley, mise en scène Sophy Clair David
- 2016 : Les Précieuses ridicules de Molière, mise en scène Pierre Humbert et Danièle Israël
- 2016 : Parce que, moi aussi, je suis un être humain… de Hanokh Levin, mise en scène  Laurent Brethome
- 2015 : Coup de foudre (création collective), mise en scène Laureline Collavizza
- 2015 : Richard III de William Shakespeare, mise en scène Rodolphe Dana
- 2015 : Leçon de liberté (création collective), mise en scène Yves-Noël Genod
- 2015 : Les Enfants d'Atrée, d'après Eschyle, Sophocle et Euripide, mise en scène Cyril Cotinaut
- 2014 : Oreste, d'Euripide, mise en scène Cyril Cotinaut
- 2014 : Le Dernier jugement, de Wim Wenders, mise en scène Dany Martinez
- 2014 :  Jésus de Marseille, de Serge Valletti, mise en scène Danièle Israël
- 2013 :  Plumes, Volants et Satellites, d'Evelyne Loew, mise en scène Danièle Israël
- 2013 :  Correspondance 1833-1853, de Frédéric Ozanam, mise en scène Serge Pauthe
- 2012 : Le Système Ribadier, de Georges Feydeau, mise en scène Jean-Philippe Vidal
- 2012 : Hernani, de Victor Hugo, mise en scène Christine Berg
- 2011 : Ithaque, de Botho Strauss, mise en scène Jean-Louis Martinelli
- 2011 :  Sheep, de Yusef Miller, mise en scène Judyann Elder
- 2011 :  Le Misanthrope, de Molière, mise en scène Nicolas Liautard
- 2010 : Le roi s'amuse, de Victor Hugo, mise en scène François Rancillac
- 2010 : Le Legs et Les Acteurs de bonne foi, de Marivaux, mise en scène David Géry
- 2009 : Prières aux vivants (scènes du répertoire), mise en scène Philippe Torreton
- 2009 : Hôtel du Brésil (création collective) , mise en scène Benjamin Abitan
- 2009 : Qu'est-ce qu'on joue? (création collective), mise en scène Pascal Collin
- 2008 : Le Lézard noir, de Yukio Mishima et d'après Edogawa Ranpo, mise en scène Alfredo Arias
- 2008 : Antigone-Paysage, de Pierre-François Garel, mise en scène Caroline Marcadé
- 2008 : Yaacobi et Leidental, de Hanokh Levin, mise en scène Daniel Mesguich
- 2008 : The Tragedy of Julius Caesar, de Shakespeare, mise en scène Rodney Cottier
- 2008 : The Tragedy of King Richard the Third, de Shakespeare, mise en scène Matt Peover
- 2007 : Women Beware Women, de Thomas Middleton, mise en scène Aaron Mullen

### Opéra et Lyrique
- 2025 : Symphonie Villes-Monde d'Alexandros Markeas et Tomás Bordalejo, direction musicale Marc Desmons (TM+)
- 2016 : Votre Faust d'Henri Pousseur et Michel Butor, mise en scène Aliénor Dauchez, direction musicale Laurent Cuniot (TM+)

### Mise en scène
- 2017 : Anton (d'après Anton Tchekhov) (création)
- 2017 : Stabat Mater Furiosa, de Jean-Pierre Siméon (collaboration artistique)
- 2014 : Nuits Fauves, de Pierre-Benoist Varoclier (d'après Oscar Wilde et Joris-Karl Huysmans) (création)
- 2012 : Le Système Ribadier, de Georges Feydeau, assistant de Jean-Philippe Vidal
- 2012 : Les Races, de Ferdinand Bruckner
- 2012 : Léviathan, de Pierre-Benoist Varoclier (d'après James Matthew Barrie et Thomas Hobbes) (création)
- 2012 : Nuit Noire, de Sibylle Berg
- 2011 : faust a faim. immangeable marguerite, de Ewald Palmetshofer (création)
- 2010 : Losing Eloquence, de Pierre-Benoist Varoclier (création)
- 2009 : Visage de feu, de Marius von Mayenburg
- 2009 : Musées noirs, d'après René Char et André Pieyre de Mandiargues (création)

## Distinctions
- 2014 : Meilleur acteur pour Le Petit Cyrano, réalisé par Thibault Mombellet au Warsaw Film Festival

## Jeu d’échecs
Considéré comme jeune prodige par ses professeurs, il commence la compétition dès ses 8 ans, l'emportant régulièrement sur des joueurs adultes expérimentés. Il remporte des tournois inter-clubs, puis des tournois juniors d'arrondissements parisiens (en 1991), ainsi que deux titres "moins de douze ans" à Bruxelles (en 1993) et à Prague (en 1994). Varoclier est de la génération du futur grand maître international Étienne Bacrot : il l'a donc logiquement affronté 4 fois, en junior, avec une seule victoire à la clé. Il arrête la compétition fin 1994, l'année de son meilleur classement Elo (2179), à la 173ème place mondiale.